# Visarion Puiu

Mitropolitul Visarion Puiu

Visarion Puiu, pe numele de mirean Victor Puiu, (n. 27 septembrie 1879, Pașcani, România – d. 10 august 1964, Viels-Maisons, Picardie⁠(d), Franța) a fost un mitropolit al Bisericii Ortodoxe Române refugiat în 1944 în Germania Nazistă apoi în Italia, Elveția și Franța, condamnat în 1946 la moarte în contumacie de Tribunalul Poporului din București, caterisit de Sfântul Sinod al BOR în 1950 și reintegrat post mortem în rândul clerului pe 25 septembrie 1990.
A fost:
- episcop de Argeș (1921-1923)
- episcop de Hotin (1923-1935)
- mitropolit de Bucovina (1935-1940)
- mitropolit de Transnistria la Odessa (16 noiembrie 1942 - 14 decembrie 1943)
- cârmuitor al Eparhiei românilor din străinătate, numită și Eparhia Ortodoxă Română din Europa Occidentală (1945-1958)

Nicolae Iorga l-a apreciat pe Visarion Puiu drept unul din cei mai culți clerici ortodocși români din perioada interbelică .

## Realizări
- Reședința episcopului de Hotin
- Biserica Sfântul Nicolae din Cernăuți